# علی‌محمد مؤذنی
دکتر علی محمد مؤذنی، استاد زبان و ادبیات فارسی دانشگاه تهران، متولد کازرون است. وی دکترای خود را در رشته زبان و ادبیات فارسی از دانشگاه تهران گرفته‌است. وی پس از گذراندن فرصت مطالعاتی خود در دانشگاه مک گیل کانادا به تهران بازگشت.

## سمت‌های اجرایی
مدیر گروه زبان و ادبیات فارسی دانشگاه تهران از سال ۱۳۸۳ تا سال ۱۳۸۹
مدیر گروه دانشنامه زبان و ادب فارسی در فرهنگستان زبان و ادب فارسی از ۱۳۷۹
نمایندة اعضای هیئت علمی فرهنگستان در کمیتة ترفیع فرهنگستان زبان و ادب فارسی
عضو کمیتة تخصصی رشته زبان و ادبیات فارسی در شورای انتشارات دانشگاه تهران
عضو کمیته علمی ستاد گسترش زبان فارسی و ایران‌شناسی و اعزام مدرس به خارج از کشور _ اداره کل همکاری‌های علمی و بین‌المللی _ وزارت علوم، تحقیقات و فناوری
عضو شورای تحصیلات تکمیلی و پژوهشی گروه زبان و ادبیات فارسی دانشگاه تهران
نماینده قطب علمی زبان و ادب عرفانی – گروه زبان و ادبیات فارسی

## آثار
1. در قلمرو آفتاب (مقدمه‌ای بر تأثیر قرآن و حدیث در ادب فارسی). تاریخ چاپ اول: ۱۳۷۳؛ تاریخ آخرین چاپ: ۱۳۷۵؛ ناشر: قدیانی
2. برگزیده اشعار فارسی میرعثمان علی خان _ آصفجاه هفتم دکن _ حیدر آباد دکن هندوستان _ ۱۳۷۹
3. گلگشت در جزیرة مثنوی _ برگزیدة شش دفتر مثنوی _ انتشارات اندیشة پویا _۱۳۸۰
4. شرح مثنوی طریق التحقیق حکیم سنایی _ مؤسسه انتشاراتی آیه _ ۱۳۸۰
5. سرپرستی جلد اول دانشنامه زبان و ادب فارسی در شبه قاره – اردیبهشت ۱۳۸۵- چاپ و منتشر و از آن رونمایی شد.[۱]
6. سرپرستی و چاپ جلد دوم دانشنامه زبان وادب فارسی در شبه قاره، چاپ اردیبهشت ۸۷
7. جزئیات و کلیات چهل قاموس نخشبی، تصحیح و تعلیق و شرح، چاپ انتشارت انجمن آثار و مفاخر فرهنگی، زیر چاپ.[۲]

## مقالات
■درنگ برکلمه سپنج _ مجلة رشد آموزش ادب فارسی _ وزارت آموزش و پرورش سال هفتم _ بهار ۷۱
■غزلی در نی نامه _ مجله دانشکده ادبیات و علوم انسانی _ ۱۳۷۰_ پاییز و زمستان _شماره ۳ و ۴ _ سال ۲۹
■هنر پردازی در شریطه _ مجله بین‌المللی دانشکده ادبیات و علوم انسانی _ شماره‌های ۱_ ۴ سال ۳۳ (۱۳۷۴)
■جهانگردی و سفرنامه‌نویسی در اسلام و ایران _ مجله دانشکده ادبیات و علوم انسانی شماره‌های ۳ و ۴ سال ۳۴ پاییز و زمستان ۱۳۷۵ _ پیاپی ۴۰_ ۱۳۹
■ما ادریک در قرآن _ مجله میراث جاویدان _ سال پنجم _ تابستان ۱۳۷۶
■فراز و فرود سخن در مثنوی مولوی، بر اثر غلیان عشق و شور و جذبةتداعی ها_ پاییز ۱۳۷۸ _ شماره ۱۵۱ _ دوره ۳۹
■شورانگیزی در مثنوی مولوی _ پاییز ۱۳۷۹ _ شماره ۱۵۵ دوره ۴۳
■معرفی و تحلیل کتاب جزئیات و کلیات نخشبی _ مجلة دانشکده ادبیات و علوم انسانی شماره ۱۶۰ سال ۱۳۸۰ دوره ۴۸
■ابن یمین فریومدی و تأثیر قرآن و حدیث در دیوان او. مجله دانشکده ادبیات و علوم انسانی، شماره ۱۵۸ و ۱۵۹ سال ۱۳۸۰ دوره ۴۷_۴۶
■مقام میر عثمان علی خان آخرین فرمانروای حکومت آصفیه دکن _ مجلة دانشکده ادبیات و علوم انسانی _ بهار و تابستان ۱۳۷۹ _ شماره ۱۵۴ _ ۱۵۳ دوره ۴۲ _۴۱
■دربارة معادل یابی و ترکیب‌سازی در زبان و ادب فارسی _ مجلة دانشکده ادبیات و علوم انسانی _ شماره ۱۶۱ سال ۱۳۸۱ دوره ۴۹
■مقایسة اندیشه‌های عرفانی خواجه یوسف همدانی و شیخ نجم الدین رازی در کتاب رتبه الحیات و مرصاد العباد _ مجله دانشکده ادبیات و علوم انسانی _ زمستان ۱۳۸۱ _ شماره ۱۶۴ _ دوره ۵۲
■ذهن و زبان اقبال در پرتو قرآن _ مجله دانشکده ادبیات و علوم انسانی، بهار ۱۳۸۲مسلسل ۱ دورة ۵۳ شماره ۱۶۵
■حماسه گیلگمش و روایت‌های مختلف _ مجلة دانشکده ادبیات و علوم انسانی، تابستان و پاییز ۱۳۸۲ شماره ۱۶۷_۱۶۶ دوره ۵۳
■تلاش‌های شاعر بزرگ اردن (عرار) در قلمرو ادبیات فارسی _ مجله دانشکده ادبیات و علوم انسانی _ مجلة اختصاصی گروه زبان و ادبیات فارسی _ تابستان _ پاییز و زمستان ۱۳۸۱ _ شماره شش و هفت و هشت دوره چهارم
■نگاهی به زبان و ادبیات معاصر ایران _ مجلة هشت سخن، پاکستان _ کراچی _ دانشگاه کراجی سال ۱۹۹۴ میلادی
■بررسی جهان بینی مولانا رومی و حافظ شیرازی، مجلة هشت سخن، پاکستان _ کراچی دانشگاه کراچی _ سال ۱۹۹۴ میلادی
■مفاخره و مهاجات در میان شاعران آذربایجان، نامة پارسی، سال ششم شماره سوم، پاییز ۱۳۸۰
■عوامل مهم نفوذ زبان و ادبیات فارسی در شبه قاره _ مجله قند پارسی، مرکز تحقیقات فارسی_ رایزنی فرهنگی جمهوری اسلامی ایران _ دهلی نو. شماره ۱۷ بهار ۱۳۸۱
■تاثیر حسام الدین چلبی و شمس تبریزی در آفرینش مثنوی معنوی، مجلة بیاض (تحقیقات فارسی) _ انجمن فارسی دهلی (هند). سال ۱۵شماره ۱ و ۲ _ ۱۹۹۵ میلادی
■حدیث قاهری و دلبری در شعر فارسی اقبال _ مجله دانشکده ادبیات و علوم انسانی، بهار ۱۳۸۴_ شماره ۱۷۳ دوره ۵۶
■ناموس اکبر و برخی از ویژگی‌های سبکی آن. نامة پارسی _ سال هفتم شماره دوم _تابستان ۱۳۸۱
■نگاهی به تاریخچة زبان و ادبیات فارسی در شبه قاره هند، مجموعه مقالات سخنرانی‌های نخستین سمینار پیوستگی‌های فرهنگی ایران و شبه قاره _ پاکستان _ اسلام‌آباد، مرکز تحقیقات فارسی _ ۱۳۷۲
■مقاله موزه سالار جنگ حیدر آباد _ دکن_ دانشنامه جهان اسلام
■مقاله دائرةالمعارف العثمانیه، حیدر آباد دکن _ دانشنامه جهان اسلام
■مقاله آفتاب اصغر _ دانشنامه زبان و ادبیات فارسی در شبه قاره _ جلد اول _ فرهنگستان زبان و ادب فارسی – ۱۳۸۴
■مقاله اظهر دهلوی _ عبدالودود _ دانشنامة زبان و ادب فارسی در شبه قاره جلد اول _ فرهنگستان زبان و ادب فارسی _ ۱۳۸۴
■زبان فارسی‌زبان همدلی _ نامة فرهنگستان _ فرهنگستان زبان و ادب فارسی
■حضرت علی (ع) و کریشنا _ گواهی چاپ در مجلة تحقیقات فارسی _ دانشگاه دهلی _ هندوستان
■ادبیات عرفانی فارسی _ گواهی چاپ در مجلة تحقیقات فارسی_ دانشگاه دهلی _ هندوستان
■خیال بندی بیدل در آیینه حیرت – مجله قطب علمی گروه زبان و ادبیات فارسی دانشگاه فردوسی مشهد (پردگیان خیال) زمستان ۱۳۸۴(صفحه ۱۳۹–۱۲۱)
■زبان فارسی؛ زبان همدلی – نامه فرهنگستان – شماره ۲۸- دوره هفتم – شماره چهارم – اسفند ۱۳۸۴(صفحه ۸۶–۹۶)
■معرفی ترجمه و شرح نهج البلاغه اثر علی بن حسن زواره‌ای مفسر قرن دهم هجری – همراه با شرح حال و دیگر آثار نویسنده مشترک با آقای دکتر محمد شکرائی – مجله علمی پژوهشی دانشکده ادبیات و علوم انسانی دانشگاه تهران – زمستان ۸۴- شماره۲-۱۷۶-۲ دوره